# Robert Ellwood
Robert S. Ellwood (Normal, dans l’Illinois, 1933) est un historien américain des religions, professeur émérite de l’université du Sud de la Californie et ancien disciple de Mircea Eliade à l’université de Chicago.

## Biographie et carrière
Né en 1933 dans le centre de l’Illinois, Robert Ellwood fit ses études à l’université du Colorado, puis s’inscrivit à la Berkeley Divinity School, le séminaire officiel de l’Église épiscopale, sis à New Haven, au sein de l’université Yale, dans le Connecticut. Il obtint ensuite, en 1967, un doctorat en histoire des religions à la Divinity School de l’université de Chicago, où il fut le disciple de Mircea Eliade. Nommé professeur d’histoire des religions (« World Religions ») à l’université du Sud de la Californie (USC), il y enseignera de 1967 jusqu’à sa retraite en 1997.
Parallèlement, Robert Ellwood fit aussi office de prêtre de l’Église épiscopale et d’aumônier dans la marine américaine. Ellwood vit aujourd’hui à Ojai, en Californie, avec sa femme Gracia Fay Ellwood, née Bouwman, diplômée en « Religion and Art » en 1965, dont il avait fait la rencontre à la Divinity School de Chicago, qu’il épousa en 1965 et de qui il aura deux enfants.
Auteur en particulier de The Politics of Myth: A Study of C. G. Jung, Mircea Eliade, and Joseph Campbell, Robert Ellwood a écrit plus de 25 ouvrages, allant de manuels de théorie religieuse à des traités savants sur l’histoire des religions, en passant par des livres d’inspiration personnelle conçus dans une perspective théosophique. 
Il fut récipiendaire en 2002 du prix USC Faculty Lifetime Achievement Award (pour l’ensemble de ses activités universitaires à l’USC) et du prix Distinguished Emeritus Award.

## Ouvrages
- The Feast of Kingship: Accession Ceremonies in Ancient Japan (1973).
- Introducing Religion: From Inside and Outside (1978 ; 2e éd. 1983 ; 3e éd. 1993).
- Alternative Altars: Unconventional and Eastern Spirituality in America (1979).
- Mysticism and Religion (1980).
- An Invitation to Japanese Civilization (1980).
- Many Peoples, Many Faiths: An Introduction to the Religious Life of Humankind (1982).
- Japanese Religion: A Cultural Perspective (1984, en collaboration avec Richard Pilgrim.
- The Sixties Spiritual Awakening: American Religion Moving from Modern to Postmodern (1994).
- The Fifties' Spiritual Marketplace: American Religion in a Decade of Conflict (1997).
- The Pilgrim Self: Traveling the Path from Life to Life (1997).
- The Politics of Myth: A Study of C. G. Jung, Mircea Eliade, and Joseph Campbell (1999).
- The Encyclopedia of World Religions (en collaboration avec Gregory D. Alles, Infobase Publishing, 2007).
- Introducing Japanese Religion (2008).
- Myth (2008).
- Tales of Darkness: The Mythology of Evil (2009).